# Море Облаков
Мо́ре Облако́в (лат. Mare Nubium) — лунное море, расположенное на видимой стороне Луны, к юго-востоку от Океана Бурь. Считается, что бассейн моря образовался в донектарский период, окружающие его образования — в раннеимбрийский период. Само море было затоплено лавой в позднеимбрийский период. На западе моря расположен кратер Буллиальд, образовавшийся в эратосфенский период, на юге — кратер Питат. Лучи кратера Тихо пересекают море с юга на северо-запад. В южной части моря, между кратерами Берт и Табит расположен тектонический сброс Прямая Стена (Rupes Recta) длиной 125 км и высотой 240 м, легко различимый в 60-миллиметровый телескоп.
Материковая местность к юго-востоку от Моря Облаков стала первой областью, снимки которой были получены в ходе миссии Lunar Reconnaissance Orbiter.